# Lijst van burgemeesters van Serooskerke (Schouwen)
Dit is een lijst van burgemeesters van de voormalige Nederlandse gemeente Serooskerke 

(Schouwen) tot die gemeente op 1 januari 1961 opging in de gemeente Westerschouwen.
| Ambtsperiode | Naam burgemeester          | Partij of stroming | Bijzonderheden |
| ------------ | -------------------------- | ------------------ | --- |
| 18?? - 18??  | ??                         |                    | |
| 18?? - 1848  | Simon Waling               |                    | |
| 1849 - 1853  | L. Krepel                  |                    | |
| 1853 - 1854  | C. Gast Czn.               |                    | tevens burgemeester van Renesse (1853-1854) en Noordwelle (1838-1854) |
| 1854 - 1890  | Jacob Hoogenboom Bz.       |                    | tevens burgemeester van Renesse en Noordwelle |
| 1891 - 1904  | C. Berrevoet               |                    | |
| 1904 - 1920  | L. de Oude                 |                    | |
| 1920 - 1932  | J. Schooff                 |                    | tevens burgemeester van Noordwelle |
| 1932 - 1949  | W.H. Scholder              |                    | tevens burgemeester van Renesse (1916-1949) en Noordwelle (1932-1949), ging in juli 1949 met pensioen maar bleef tot november 1949 aan als waarnemend burgemeester; in 1944 ontslagen en vervangen door de NSB-burgemeester Jan (J.P.C.) Boot maar na de Tweede Wereldoorlog teruggekeerd |
| 1949 - 1955  | mr. G.F. Lunsingh Tonckens |                    | waarnemend; tevens burgemeester van Renesse en waarnemend burgemeester van Noordwelle |
| 1955 - 1961  | -                          |                    | loco-burgemeester Jan (J.) Klompe nam functie waar |